# Lionel Simmons
Lionel James Simmons (ur. 14 listopada 1968 w Filadelfii) – amerykański koszykarz, skrzydłowy.
W sezonie 1990/1991 zajął drugie miejsce w głosowaniu na debiutanta roku NBA.

## Osiągnięcia
Na podstawie, o ile nie zaznaczono inaczej.
NCAA
- Uczestnik:
  - II rundy turnieju NCAA (1990)
  - turnieju NCAA (1988–1990)
- Mistrz:
  - turnieju konferencji Metro Atlantic Athletic Conference (MAAC – 1988–1990)
  - sezonu regularnego MAAC (1988, 1989)
- Zawodnik Roku:
  - NCAA:
    - im. Naismitha (1990)[3]
    - im. Johna R. Woodena (1990)[4]
    - według:
      - National Association of Basketball Coaches (NABC – 1990)[5]
      - Associated Press (1990)[6]
      - United Press International (1990)[7]

  - konferencji Metro Atlantic Athletic (1988–1990)[8]
- Laureat:
  - Oscar Robertson Trophy (1990)[9]
  - Adolph Rupp Trophy (1990)[10]
  - Robert V. Geasey Trophy (1988–1990)[11]
- Zaliczony do:
  - I składu All-American (1990)
  - II składu All-American (1989)
  - Akademickiej Galerii Sław Koszykówki (2016)
- Uczelnia zastrzegła należący do niego numer 22

NBA
- Wybrany do I składu debiutantów NBA (1991)[12]
- Debiutant miesiąca (grudzień 1990, luty 1991)
- Zawodnik tygodnia (17.02.1991)

Reprezentacja
- Wicemistrz:
  - Ameryki (1989)[13]
  - świata U–19 (1987)[13]